# 航海王 萬千風暴
《航海王萬千風暴》是一款航海王主題的動作電子角色扮演遊戲。是由DeNA開發製作的iOS和Android手機遊戲。
繁中版於 2018 年 12 月 13 日結束營運。

## 資料來源
1. ↑  台灣萬代南夢宮進攻動漫族！將首度參展暑假漫畫博覽會 2017.7.16 東森新聞
2. ↑  
《航海王》改編手機遊戲《航海王 萬千風暴》繁中版將於 12 月 13 日結束營運 （页面存档备份，存于） 2018.12.11 巴哈姆特電玩資訊站